# 만프레트 네를링거
만프레트 네를링거(독일어: Manfred Nerlinger, 1960년 9월 27일 ~ )는 전 독일의 역도 선수이자, 훈련자와 창업가이다.

## 인물
뮌헨에서 태어난 네를링거는 1973년에 역도를 시작하였다. 최중량급 부문에 나가면서 4개의 하계 올림픽에 참가하여 2개의 동메달과 1개의 은메달을 획득하였다.
네를링거는 11개의 세계 역도 선수권 대회에 참가하여 인상에서 3개, 용상에서 7개의 메달(그 중에 2개의 금메달)을 따고, 종합 경기에서 5개의 메달을 따냈다.
그는 10개의 유럽 선수권 대회에 참가하여 인상에서 1개, 용상에서 6개의 메달(그 중에 1개의 금메달)을 따고, 종합 경기에서 5개의 메달(그 중에 1개의 금메달)을 땄다. 1993년 그는 247.5 kg과 용상 세계 기록을 들어올렸다.
네를링거는 37개의 독일 기록들을 들어올리기도 하였다. 2000년 이래 그는 독일 역도 연맹에서 국립 청소년 훈련자로 일해왔고, 또한 역도 제품을 파는 상점을 운영하기도 한다.